# LLGL1
LLGL1‏ (LLGL1, scribble cell polarity complex component) هوَ بروتين يُشَفر بواسطة جين LLGL1 في الإنسان.